# ノード (ネットワーク)
ノード（英語: node）は「ネットワークの接点」を意味するが、通信ネットワークにおいては、再配布ポイント（データ回線終端装置など）かエンドポイント（データ端末装置など）のいずれかである。ノードの定義は、参照するネットワーク層およびプロトコル層により異なる。物理ネットワークノードは、ネットワークに接続された能動的な電子デバイスであり、通信チャネルを介して情報を作成・受信・送信することができる。従って、配線盤やパッチパネルなどの受動的な再配布ポイントはノードではない。

## コンピュータネットワークのノード
データ通信において、物理ネットワークノードは、モデム・ハブ・ブリッジ・スイッチングハブなどのデータ通信機器(DCE)、あるいはIP電話・プリンタ・ホストコンピュータ（ルータ・ワークステーション・サーバなど）などのデータ端末装置(DTE)である。
ネットワークがLANやWANである場合、全てのノード（少なくともデータリンク層デバイス）にはMACアドレスが必要となる。通常は、MACアドレスはネットワークインターフェイスコントローラごとに1つずつ設定される。コンピュータ、パケットスイッチ、xDSLモデム（イーサネットインターフェイス付き）、無線LANアクセスポイントなどはノードである。ハブ（スイッチングハブではない通常のハブ）によるネットワークは論理的にはバスネットワークであるため、ハブは物理ネットワークノードではあるが、LANネットワークノードではない。同様に、リピータやPSTNモデム（シリアルインターフェイス付き）は物理ネットワークノードだが、この意味ではLANノードではない。
ネットワークがインターネットやイントラネットである場合、多くの物理ネットワークノードは、IPアドレスで識別されるホストコンピュータ（インターネットノードとも呼ばれる）であり、全てのホストは物理ネットワークノードである。ただし、スイッチ、ブリッジ、無線LANアクセスポイントなどのデータリンク層デバイスの中には、（管理上の目的を除いて）IPアドレスを持たないものがあり、その場合はインターネットノードやホストではなく物理ネットワークノードやLANノードと見なされる。
また、仮想通貨のノードとは、「ブロックチェーンのソフトウェアを実行することでネットワーク上に組み込まれ、かつ取引情報の監視、検証、承認、保存などを行うコンピューター」のことを指します。

## 電話ネットワークのノード
固定電話網では、公衆または私設の電話交換機、遠隔集線装置、インテリジェントネットワークサービスを提供するコンピュータなどがノードである。
移動体通信網では、基地局制御装置、ホームロケーションレジスタ(HLR)、ゲートウェイGPRSサポートノード(GGSN)、サービングGPRSサポートノード(SGSN)などのスイッチングポイント、データベースがノードである。基地局自体はノードとは見なされない。

## 分散システムのノード
分散システムにおいては、クライアント、サーバ、ピアがノードである。ピアはクライアントとしてもサーバとしても機能する。Peer to Peerやオーバーレイ・ネットワークでは、他のネットワークデバイスやそれ自身のデータを能動的にルーティングするノードをスーパーノードと呼ぶ。
分散システムでは「仮想ノード」を使用することがあり、システムがノードの異種性に気付かないことがある。 この問題は、Amazonで採用されているコンシステントハッシュ法のような特殊なアルゴリズムで解決されている。

### クラウドコンピューティングにおけるエンドノード
広大なコンピュータネットワーク内で、ネットワークの周辺にある孤立したコンピュータ、他のネットワークにも接続していないコンピュータ、過渡的に1つ以上のクラウドに接続するコンピュータを「エンドノード」という。 通常、クラウドコンピューティングの構成内で、1つのよく管理されたクラウドに接続する個々のユーザー/顧客のコンピュータをエンドノードと呼ぶ。これらのコンピュータはクラウドのホストによって管理されていないネットワークの一部であるため、クラウド全体に重大なリスクを与える。これを「エンドノード問題」という。

## ネットワーク仮想化のノード
ネットワークを数学的に扱うネットワーク仮想化（NFV)では、ネットワーク仮想化基盤（NFVI）ノードを展開および管理される複数のデバイスとして定義し、実行環境をサポートするために必要である。NFVIノードは計算ドメインにあり、計算ノード、ゲートウェイノード、ストレージノード、ネットワークノードの合計4つのタイプのNFVIノードを含む。その中に、ネットワークノードとは、計算、ストレージ、およびネットワーク転送機能を使用してネットワークリソースを提供する。つまり、ネットワークノードはネットワーク仮想化ノードのメモリを管理する。